# Kemar Roofe
Kemar Roofe (Walsall, Inglaterra, Reino Unido, 6 de enero de 1993) es un futbolista jamaicano que juega de delantero.

## Trayectoria

### West Bromwich Albion
Comenzó su carrera en la academia del West Bromwich Albion. En 2011 fue enviado a préstamo al Víkingur Reykjavík de Islandia, donde jugó tres encuentros y anotó un gol. En enero de 2012 firmó su primer contrato profesional con el club.

### Periodo de préstamos
Se fue a préstamo por un mes al Northampton Town de la Football League Two el 27 de septiembre de 2012. Debutó profesionalmente el 29 de septiembre de 2012, en el empate 3-3 contra el Burton Albion. A finales de la temporada 2012-13, Roofe extendió su contrato con West Brom por un año.
En la temporada 2013-14 se fue a préstamo al Cheltenham Town de la Football League Two hasta el 4 de enero de 2014, aunque luego se extendería por un mes más.
El 4 de noviembre de 2014, se uniría al Colchester Uniter de la Football League One a préstamo por un mes. Luego de dos encuentros con el club regresó al West Brom.

### Oxford United
Llegó a préstamo al Oxford United el 13 de febrero de 2015. Anotó su primer gol para el club en la victoria 3-2 ante el Wycombe Wanderers el 3 de abril de 2015. Anotó seis goles en 16 encuentros en su primera temporada en Oxford.
El 11 de mayo de 2015 fichó por tres años con el Oxford United.
El 15 de marzo de 2016 anotaría su primera tripleta en la victoria 4-0 contra el Dagenham & Redbridge.
Terminó la temporada 2015-16 anotando 26 goles en 49 encuentros en todas las competiciones, año que el Oxford lograría el ascenso a la League One al quedar segundo en la tabla.

### Leeds United
Fichó por el Leeds United el 7 de julio de 2016 por cuatro años. Debutó el 7 de agosto contra el Queens Park Rangers en la derrota por 3-0.

### Anderlecht
El 6 de agosto de 2019 se hizo oficial su fichaje por el R. S. C. Anderlecht para las siguientes tres temporadas.

### Rangers F. C.
Tras disputar una temporada en Bélgica fichó por el Rangers Football Club, logrando ganar la Scottish Premiership en el año de su llegada.
El 10 de abril de 2022 logró su primer triplete con el equipo en un triunfo por cuatro a cero ante el Saint Mirren F. C. Cuatro días después volvió a ver puerta ante el S. C. Braga en la prórroga del partido de vuelta de los cuartos de final de la Liga Europa de la UEFA. Este tanto supuso la clasificación para las semifinales de la competición, algo que el club no conseguía desde 2008.
Dejó el club al finalizar su contrato en la temporada 2023-24. Durante los cuatro años que estuvo, ayudó a conseguir cada uno de los tres títulos nacionales. Desde su marcho estuvo varios meses sin equipo, hasta que en febrero de 2025 se unió al Derby County F. C. para lo que restaba de campaña. Llegado ese momento quedó libre al no ser renovado.

## Selección nacional
Roofe podía ser llamado a representar a Inglaterra o Jamaica, esto por su herencia de dicho país. Optó por representar a esta última, debutando el 5 de septiembre de 2021 en un partido de clasificación para el Mundial 2022 ante Panamá que terminó con victoria panameña por 0-3.

### Partidos internacionales
| 1. | 5 de septiembre de 2021 | Independence Park, Kingston, Jamaica | Jamaica | 0-3 | Panamá |  | Clasificación Mundial 2022 | 90' |

## Vida personal
Es primo de la cantante de R&B y pop Jorja Smith.

## Estadísticas
Actualizado al 3 de mayo de 2025.
| Club | Div.          | Temporada     | Liga(1) | Liga(1) | Copas nacionales(2) | Copas nacionales(2) | Copas internacionales(3) | Copas internacionales(3) | Total | Total |
| Club | Div.          | Temporada     | Part.   | Goles   | Part.               | Goles               | Part.                    | Goles                    | Part. | Goles |
| --- | ------------- | ------------- | ------- | ------- | ------------------- | ------------------- | ------------------------ | ------------------------ | ----- | ----- |
| Víkingur Reykjavík Islandia | 1.ª           | 2011          | 2       | 0       | 1                   | 1                   | —                        | —                        | 3     | 1     |
| Víkingur Reykjavík Islandia | Total club    | Total club    | 2       | 0       | 1                   | 1                   | —                        | —                        | 3     | 1     |
| Northampton Town F. C. Inglaterra | 4.ª           | 2012-13       | 6       | 0       | 1                   | 0                   | —                        | —                        | 7     | 0     |
| Northampton Town F. C. Inglaterra | Total club    | Total club    | 6       | 0       | 1                   | 0                   | —                        | —                        | 7     | 0     |
| Cheltenham Town F. C. Inglaterra | 4.ª           | 2013-14       | 9       | 1       | —                   | —                   | —                        | —                        | 9     | 1     |
| Cheltenham Town F. C. Inglaterra | Total club    | Total club    | 9       | 1       | —                   | —                   | —                        | —                        | 9     | 1     |
| Colchester United F. C. Inglaterra | 3.ª           | 2014-15       | 2       | 0       | 1                   | 0                   | —                        | —                        | 3     | 0     |
| Colchester United F. C. Inglaterra | Total club    | Total club    | 2       | 0       | 1                   | 0                   | —                        | —                        | 3     | 0     |
| Oxford United F. C. Inglaterra | 4.ª           | 2014-15       | 16      | 6       | —                   | —                   | —                        | —                        | 16    | 6     |
| Oxford United F. C. Inglaterra | Total club    | Total club    | 16      | 6       | —                   | —                   | —                        | —                        | 16    | 6     |
| Oxford United F. C. Inglaterra | 4.ª           | 2015-16       | 40      | 18      | 8                   | 8                   | —                        | —                        | 48    | 26    |
| Oxford United F. C. Inglaterra | Total club    | Total club    | 40      | 18      | 8                   | 8                   | —                        | —                        | 48    | 26    |
| Leeds United F. C. Inglaterra | 2.ª           | 2016-17       | 42      | 3       | 7                   | 0                   | —                        | —                        | 49    | 3     |
| Leeds United F. C. Inglaterra | 2.ª           | 2017-18       | 36      | 11      | 3                   | 3                   | —                        | —                        | 39    | 14    |
| Leeds United F. C. Inglaterra | 2.ª           | 2018-19       | 33      | 15      | 1                   | 0                   | —                        | —                        | 34    | 15    |
| Leeds United F. C. Inglaterra | Total club    | Total club    | 111     | 29      | 11                  | 3                   | —                        | —                        | 122   | 32    |
| R. S. C. Anderlecht · Bélgica | 1.ª           | 2019-20       | 13      | 6       | 3                   | 1                   | —                        | —                        | 16    | 7     |
| R. S. C. Anderlecht · Bélgica | Total club    | Total club    | 13      | 6       | 3                   | 1                   | —                        | —                        | 16    | 7     |
| Rangers F. C. Escocia | 1.ª           | 2020-21       | 24      | 14      | 4                   | 2                   | 8                        | 2                        | 36    | 18    |
| Rangers F. C. Escocia | 1.ª           | 2021-22       | 21      | 10      | 5                   | 3                   | 9                        | 2                        | 35    | 15    |
| Rangers F. C. Escocia | 1.ª           | 2022-23       | 3       | 1       | 3                   | 1                   | 0                        | 0                        | 6     | 2     |
| Rangers F. C. Escocia | 1.ª           | 2023-24       | 15      | 1       | 4                   | 0                   | 5                        | 1                        | 24    | 2     |
| Rangers F. C. Escocia | Total club    | Total club    | 63      | 26      | 16                  | 6                   | 22                       | 5                        | 101   | 37    |
| Derby County F. C. Inglaterra | 2.ª           | 2024-25       | 3       | 0       | —                   | —                   | —                        | —                        | 3     | 0     |
| Derby County F. C. Inglaterra | Total club    | Total club    | 3       | 0       | 0                   | 0                   | 0                        | 0                        | 3     | 0     |
| Total carrera | Total carrera | Total carrera | 265     | 86      | 41                  | 19                  | 22                       | 5                        | 328   | 110   |
| (1) Incluye datos de los play-offs de ascenso de la EFL Championship (2018-19) (2) Incluye FA Cup, Copa de la Liga de Inglaterra, Football League Trophy, Copa de Islandia, Copa de Bélgica, Copa de Escocia y Copa de la Liga de Escocia. (3) Incluye Liga Europa de la UEFA. |               |               |         |         |                     |                     |                          |                          |       |       |

## Palmarés

### Títulos nacionales
| Título                     | Club          | País    | Año  |
| -------------------------- | ------------- | ------- | ---- |
| Scottish Premiership       | Rangers F. C. | Escocia | 2021 |
| Copa de Escocia            | Rangers F. C. | Escocia | 2022 |
| Copa de la Liga de Escocia | Rangers F. C. | Escocia | 2024 |

### Distinciones individuales
| Distinción                           | Año         |
| ------------------------------------ | ----------- |
| PFA League Two Team of the Year      | 2015-16     |
| EFL Championship Player of the Month | Agosto 2018 |